# Meltdown (bài hát của Stromae)
"Meltdown" là một bài hát nằm trong album nhạc phim The Hunger Games: Mockingjay, Part 1 – Original Motion Picture Soundtrack của bộ phim điện ảnh The Hunger Games: Húng nhại – Phần 1 được biểu diễn bởi nam nghệ sĩ người Bỉ Stromae. Bài hát có sự góp giọng bởi nữ ca sĩ và người viết bài hát người New Zealand Lorde, nam nghệ sĩ hip hop người Mỹ Pusha T, rapper và nhà sản xuất thu âm người Mỹ Q-Tip và ban nhạc rock HAIM. Bài hát là phiên bản thu âm lại của "Merci", một bản nhạc không lời nằm trong album phòng thu thứ hai của Stromae, Racine Carrée.
"Meltdown" được phát hành vào ngày 17 tháng 11 năm 2014 và ngay lập tức lọt vào bảng xếp hạng của Bỉ và Pháp. "Meltdown" là bài hát đầu tiên nằm trong album.

## Xếp hạng
| Bảng xếp hạng (2014)      | Vị trí cao nhất |
| ------------------------- | --------------- |
| Bỉ (Ultratop 50 Flanders) | 7               |
| Bỉ (Ultratop 50 Wallonia) | 5               |
| Pháp (SNEP)               | 107             |